# Tuyệt chủng cục bộ
Tuyệt chủng cục bộ là tình trạng loài (hay đơn vị phân loài) không còn tồn tại trong khu vực địa lý nghiên cứu, mặc dù loài vẫn còn tồn tại ở vài nơi khác. Tuyệt chủng cục bộ khác với tuyệt chủng toàn cầu.
Tuyệt chủng cục bộ có thể dẫn đến sự thay thế bằng loài đến từ các địa điểm khác.

## Bảo tồn
Tuyệt chủng cục bộ gây nên sự thay đổi hệ sinh thái của khu vực.
Khu vực nghiên cứu được chọn có thể phản ánh một tiểu quần thể tự nhiên, ranh giới chính trị hoặc cả hai. Nhóm chuyên gia về cá voi của IUCN đã đánh giá mối đe dọa tuyệt chủng cục bộ của cá heo cảng ( Phocoena phocoena ) tại vùng Biển Đen là nơi giao nhau giữa sáu quốc gia. Ngươc lại, COSEWIC chỉ điều tra động vật hoang dã ở Canada, vì vậy chỉ đánh giá nguy cơ tuyệt chủng cục bộ của các loài ở Canada, ngay cả đối với các loài xâm nhập vào Hoa Kỳ hoặc các quốc gia khác. Các tiểu quần thể khác có thể phân chia tự nhiên theo ranh giới chính trị hoặc quốc gia.
Nhiều loài cá sấu đã bị tuyệt chủng cục bộ, đặc biệt là cá sấu nước mặn (Crocodylus porosus), đã bị tuyệt chủng cục bộ ở Việt Nam, Thái Lan, Java và nhiều khu vực khác.
Thường thì một tiểu quần thể của một loài cũng sẽ là một phân loài. Ví dụ, sự biến mất gần đây của loài tê giác đen (Diceros bicornis) ở Cameroon không chỉ nói lên sự tuyệt chủng cục bộ của tê giác ở Cameroon, mà còn là sự tuyệt chủng toàn cầu của Tê giác đen Tây Phi (Diceros bicornis longipes).
Trong ít nhất một trường hợp, các nhà khoa học đã tìm thấy sự tuyệt chủng cục bộ hữu ích cho việc nghiên cứu: Trường hợp của loài Euphydryas editha bayensis, các nhà khoa học, bao gồm cả Paul R. Ehrlich, đã chọn không can thiệp vào sự tuyệt chủng tại địa phương mà dùng nó để nghiên cứu sự đe doạ đến số lượng cá thể loài trên thế giới. Tuy nhiên, các nghiên cứu tương tự không được thực hiện khi số lượng cá thể toàn cầu đang ở mức báo động.

## Các sự kiện tuyệt chủng cục bộ
Phần lớn các hiện tượng về môi trường, như núi lửa phun trào, có thể dẫn đến số lượng lớn tình trạng tuyệt chủng cục bộ, như vụ phun trào của núi St. Helens, dẫn đến sự tuyệt chủng của dương xỉ.